# The Three Musketeers (1993)
The Three Musketeers (Nederlands: De Drie Musketiers) is een filmversie uit 1993 naar het boek van Alexandre Dumas, geproduceerd door Walt Disney Pictures onder regie van Stephen Herek. De filmmuziek werd gecomponeerd door Michael Kamen. Samen met Bryan Adams schreef hij het popnummer All For Love, dat Adams samen met Sting en Rod Stewart uitbracht. De muziek uit de film behaalde in 1995 twee Amerikaanse filmprijzen binnen voor meest gespeelde nummer uit een film.

## Verhaal
D'Artagnan trekt naar Parijs, om in zijn vaders voetsporen te treden als musketier. Onderweg krijgt hij problemen met een aantal broers, die vinden dat D'Artagnan hun zus onteerd heeft.
Ondertussen is in Parijs het hoofdkantoor van de Musketiers ontruimd door Rochefort, de rechterhand van Kardinaal de Richelieu. Deze beschuldigt de musketiers (de drie musketiers Aramis, Athos en Porthos in het bijzonder) ervan hun diensten in de oorlog met Engeland verzuimd te hebben.
Als D'Artagnan eenmaal in Parijs geraakt, komt hij erachter dat het kantoor gesloten is. Tijdens de daaropvolgende tocht door Parijs komt hij een voor een de drie befaamde musketiers tegen en telkens volgt er een conflict dat uitmondt op een duel. Uiteindelijk heeft D'Artagnan met zijn drie tegenstanders een afspraak op dezelfde plek. De vier mannen ontmoeten elkaar bij een ruïne buiten de stad, maar voor het duel kan eindigen komt Rochefort met zijn mannen tevoorschijn. D'Artagnan besluit de drie te helpen tijdens hun gevecht met de garde van Rochefort, de drie musketiers weten te ontsnappen en D'Artagnan wordt als enige gevangengenomen.
D'Artagnan wordt veroordeeld tot de dood door onthoofding de volgende dag. Daarnaast vangt hij een gesprek op tussen kardinaal Richelieu en Milady de Winter, die een complot beramen om de koning van de troon te krijgen. De volgende ochtend bij de terechtstelling, wordt D'Artagnan nog net op tijd bevrijd door Aramis en Porthos. Als de mannen hun vlucht voortzetten, vertelt D'Artagnan over het complot tegen de koning. Athos stuurt D'Artagnan vooruit om de spion van de kardinaal te onderscheppen, die met een verdrag onderweg is naar Engeland. Hij vindt Milady de Winter, niet wetende dat zij de spion is, en ze probeert hem te vermoorden wanneer ze ontdekt dat hij achter haar aan zit. Porthos en Aramis kapen het schip waarmee Milady naar Engeland wil vertrekken. Milady wordt door Athos gearresteerd, waarbij blijkt dat ze elkaar kennen uit een vroegere relatie. Het verdrag wordt onderschept en Milday laat zich door Athos over halen om hem het plan van de Kardinaal te vertellen; Richalieu wil de koning laten vermoorden op zijn verjaardag. Hierna pleegt ze zelfmoord.
De musketiers haasten zich terug naar Parijs, onderweg overal berichten achterlatend voor hun collegamusketiers. Op de verjaardag kan D'Artagnan de aanslag op de koning net voorkomen. Een gevecht tussen de musketiers en de wachters van de Kardinaal breekt los. D'Artagnan verslaat Rochefort. De kardinaal probeert de koning en koningin nog te ontvoeren via zijn ondergrondse tunnels, maar wordt tijdig onderschept.
De musketiersorde wordt heropgericht en D'Artagnan wordt officieel ingezworen als Musketier.

## Rolverdeling
| Acteur            | Personage           |
| ----------------- | ------------------- |
| Charlie Sheen     | Aramis              |
| Kiefer Sutherland | Athos               |
| Chris O'Donnell   | D'Artagnan          |
| Oliver Platt      | Porthos             |
| Tim Curry         | Kardinaal Richelieu |
| Rebecca De Mornay | Milady de Winter    |
| Gabrielle Anwar   | Koningin Anna       |
| Michael Wincott   | Rochefort           |
| Julie Delpy       | Constance           |
| Hugh O'Conor      | Lodewijk XIII       |
| Paul McGann       | Girard/Jussac       |

## Achtergrond
De filmlocaties waar opnamen werden gemaakt, waren o.a. Cornwall (Engeland), Kasteel Landsee, Burg Liechtenstein, Maria Enzendorfers, Hinterbruhl, Korneuburg (allen Oostenrijk) en de hofburg in Wenen. Charlie Sheen zou oorspronkelijk de rol van Porthos krijgen. Brad Pitt en Johnny Depp zagen de rol van D'Artagnan aan hun neus voorbijgaan na de audities. Kiefer Sutherland, Chris O'Donnell en Oliver Platt moesten zes weken schermlessen ondergaan voor de film. Charlie Sheen kon niet meedoen aan deze training daar hij nog bezig was met de opnamen voor Hot Shots! Part Deux.
De film kreeg overmatig negatieve recensies. Op Rotten Tomatoes gaf 30% van de recensenten de film een positieve beoordeling.

## Prijzen
- Winnaar, ASCAP Award (voor meestgespeelde nummer uit een film)
- Winnaar, BMI film Award (voor meestgespeelde nummer uit een film)
- Nominatie, MTV Award (voor beste muziek)
- Nominatie, Golden Raspberry Award voor slechtste mannelijke bijrol (Chris O'Donnell).